# Émile Joseph Taquet
Pour les articles homonymes, voir Taquet.
Émile Joseph Taquet, né le 30 octobre 1873 à Hecq (département du Nord) et mort le 27 janvier 1952 à Taïkou (aujourd'hui Daegu) en Corée, est un prêtre missionnaire et collecteur botanique français.

## Biographie
Émile Joseph Taquet voit le jour à Hecq (Nord) le 30 octobre 1873, fils d'Hippolyte Taquet (1840-1901) et de son épouse, née Anna Wibaille (1850-1937). Il écrit dans son journal (qu'il a commencé à rédiger le 28 octobre 1897 juste avant son départ pour la Corée et qu'il terminera le 14 janvier 1898) :
« (…) C'était en 1873. Dans une petite maison du petit Preux, un petit bonhomme faisait son apparition (…) »
Il entre au Séminaire des Missions étrangères en 1892 et il est ordonné prêtre le 27 septembre 1897. Il part pour la Corée le 23 octobre suivant. Le Père Taquet ne reviendra jamais à Hecq, mais il restera en correspondance avec sa famille, envoyant de nombreuses lettres à ses frères et sœurs et à sa mère. Dans une de ses lettres du 20 janvier 1932, il dit sa mère :
« (…) Nous ne nous reverrons pas en ce monde »  
Après l’étude du coréen, il s’installe à Chin-ju, puis, en 1901, à Masan. En 1902, il est envoyé à So-hong-ri, dans l'île de Ché-ju. Sa chrétienté compte:
- En 1900, 123 baptêmes d'adultes et une quarantaine d'enfants
- En 1903, 30 baptisés et 200 catéchumènes
- En 1904, 35 baptêmes d'adultes
- En 1905, il recueille 157 baptêmes

En 1911, il introduit à Jeju, où il est connu comme 엄탁가 en coréen, et met en culture 15 mandariniers et tangors améliorées depuis le Japon, débutant ainsi le grande culture des agrumes coréens de Jeju.
En 1916, il est affecté au poste de Mok-po. Il s’intéresse alors à la botanique et il collectionne les plantes qu'il envoie aux différents musées d'Europe. Il écrit dans l’une de ses lettres : 
« Du ruisseau au pic le plus élevé de la montagne, on peut compter plus de deux lieues et tout cet espace est occupé par une végétation des plus luxuriantes. Quelles riches collections de plantes ne pourrais-je faire dans ces promenades ! ». 
Il envoie régulièrement ses collections au Muséum national d'histoire naturelle à Paris, où son herbier est étudié par Mgr Léveillé, à la demande du directeur du département de botanique, Adrien Franchet. Certaines portent son nom, telles que Dryopteris taqueti, Rosa taqueti, Diplazium taqueti.
En 1922, il devint professeur au grand séminaire de Taïkou et en 1931, il en devint  supérieur. Il se retira ensuite à l’évêché. Il mourut à Taïkou le 27 janvier 1952. Il est dit dans une lettre :
« (…) Le père Lucas n'entendant aucun bruit chez le Père Taquet, dont la chambre était voisine de la sienne, alla chez le père, voir s'il était déjà parti chez les sœurs ou il célébrait la sainte messe à 6 heures. À son grand étonnement, il trouva la porte fermée et alors très inquiet il brisa une volige de la porte, fit fonctionner la targette intérieur, et entrant dans la chambre, il trouva le père à côté de son lit à moitié à genoux, la tête et les bras reposant sur une chaise. Il semblait vivre encore, et le père Lucas, qui avait heureusement les saintes huiles dans sa chambre, lui donna bien vite l'Extrême-onction. Pendant ce temps, des chrétiens et les Sœurs inquiets de ne pas voir arriver le père, étaient venus ; et on le mit sur son lit, mais alors il semblait avoir cessé de vivre (...) »

## Espèces qui lui ont été dédiées
- Allium taquetii H.Lév. & Vaniot - Alliacée
- Euphorbia taqueti H.Lév. & Vaniot - Euphorbiacée
- Ficus taqueti H.Lév. & Vaniot - Moracée
- Hypericum taqueti H.Lév. & Vaniot - Clusiacée
- Lilium taqueti H.Lév. & Vaniot - Liliacée
- Polygonatum taqueti H.Lév. & Vaniot - Convallariacée
- Prunus taqueti H.Lév. & Vaniot - Rosacée
- Pyrus taqueti H.Lév. - Rosacée
- Rosa taqueti H.Lév. - Rosacée
- Rubus taqueti H.Lév. - Rosacée
- Taraxacum taqueti H.Koidz. - Asteracée
- Thalictrum taqueti H.Lév. - Ranunculacée
- Tofieldia taqueti H.Lév. & Vaniot - Melanthiacée